# Globe d'or de la révélation masculine
Pour un article plus général, voir Globe d'or.
Le Globe d'or de la révélation masculine (Globo d'oro al miglior attore rivelazione) est une récompense cinématographique italienne décernée chaque année, depuis 1969, par l'Associazione stampa estera in Italia (it), à l'acteur révélation masculine de l'année.

## Globe d'or de la révélation masculine
| Année | Acteur               | Film                                                                        |
| ----- | -------------------- | --------------------------------------------------------------------------- |
| 1969  | Adriano Celentano    | Serafino                                                                    |
| 1970  | Massimo Ranieri      | Metello                                                                     |
| 1971  | Fabio Testi          | Le Jardin des Finzi-Contini (Il giardino dei Finzi-Contini)                 |
| 1972  | non décerné          |                                                                             |
| 1973  | Giancarlo Giannini   | Mimi métallo blessé dans son honneur (Mimì metallurgico ferito nell'onore)  |
| 1974  | Flavio Bucci         | La propriété, c'est plus le vol (La proprietà non è più un furto)           |
| 1975  | Stefano Satta Flores | Nous nous sommes tant aimés (C'eravamo tanto amati)                         |
| 1976  | Michele Placido      | Romances et Confidences (Romanzo popolare)                                  |
| 1977  | Duilio Del Prete     | Mes chers amis (Amici miei)                                                 |
| 1978  | Omero Antonutti      | Padre padrone                                                               |
| 1979  | non décerné          |                                                                             |
| 1980  | Carlo Verdone        | Un sacco bello                                                              |
| 1981  | Massimo Troisi       | Ricomincio da tre                                                           |
| 1982  | Beppe Grillo         | L'Imposteur (Cercasi Gesù)                                                  |
| 1983  | Francesco Nuti       | Io, Chiara e lo Scuro                                                       |
| 1984  | Carlo Delle Piane    | Una gita scolastica                                                         |
| 1985  | Ricky Tognazzi       | Fatto su misura et Aurora (Qualcosa di biondo)                              |
| 1986  | Stefano Mioni        | Un ragazzo come tanti                                                       |
| 1987  | Luca Barbareschi     | Romance                                                                     |
| 1988  | Marco Messeri        | Nuit italienne (Notte italiana) et Le vie del Signore sono finite           |
| 1989  | non décerné          |                                                                             |
| 1990  | non décerné          |                                                                             |
| 1991  | non décerné          |                                                                             |
| 1992  | non décerné          |                                                                             |
| 1993  | non décerné          |                                                                             |
| 1994  | non décerné          |                                                                             |
| 1995  | non décerné          |                                                                             |
| 1996  | non décerné          |                                                                             |
| 1997  | non décerné          |                                                                             |
| 1998  | Lorenzo Crespi (it)  | Porzûs                                                                      |
| 1999  | non décerné          |                                                                             |
| 2000  | non décerné          |                                                                             |
| 2001  | Luigi Lo Cascio      | Les Cent Pas (I cento passi)                                                |
| 2002  | Fabrizio Gifuni      | L'inverno, L'Amour probablement (L'Amore probabilmente) et Sole negli occhi |
| 2003  | Ernesto Mahieux      | L'Étrange Monsieur Peppino (L'imbalsamatore)                                |
| 2004  | Daniele Liotti (it)  | Il fuggiasco                                                                |
| 2005  | Alessio Boni         | Une fois que tu es né (Quando sei nato non puoi più nasconderti)            |
| 2006  | Riccardo Scamarcio   | Romanzo criminale                                                           |
| 2007  | Elio Germano         | Mon frère est fils unique (Mio fratello è figlio unico)                     |
| 2008  | non décerné          |                                                                             |
| 2009  | non décerné          |                                                                             |
| 2010  | Checco Zalone        | Cado dalle nubi                                                             |
| 2011  | Mohamed Zouaoui      | Les Fleurs de Kirkouk (I fiori di Kirkuk)                                   |
| 2012  | non décerné          |                                                                             |
| 2013  | non décerné          |                                                                             |
| 2014  | non décerné          |                                                                             |
| 2015  | non décerné          |                                                                             |
| 2016  | non décerné          |                                                                             |
| 2017  | non décerné          |                                                                             |
| 2018  | non décerné          |                                                                             |

## Sources
- (it) Cet article est partiellement ou en totalité issu de l’article de Wikipédia en italien intitulé « Globo d'oro al miglior attore rivelazione » (voir la liste des auteurs).